# Ходжаніязов Джамалдін Абдухалітович
Джамалдін Абдухалітович Ходжаніязов (рос. Джамалдин Абдухалитович Ходжаниязов, нар. 18 липня 1996, Байрамали) — російський футболіст уйгурського походження,, захисник клубу «Динамо» (Санкт-Петербург). Чемпіон Європи у віковій категорії до 17 років.

## Клубна кар'єра
Вихованець футбольної Академії імені Юрія Конопльова з Тольятті. Виступав чотири роки за тольяттінську «Академію».
Взимку 2012 року перейшов у санкт-петербурзький «Зеніт», підписавши контракт на 3 роки. 26 липня 2013 року дебютував в основному складі «Зеніту» у матчі 3-го туру чемпіонату Росії проти «Кубані», головний тренер Лучано Спаллетті відмінно оцінив ігрові якості гравця. 7 серпня того ж року дебютував у єврокубках, повністю відігравши матч третього кваліфікаційного раунду Ліги чемпіонів проти «Норшелланна».
У січні 2014 року перейшов на правах оренди до кінця сезону в пермський «Амкар».
31 серпня 2015 року перейшов у данський «Орхус». За умовами угоди між клубами «Зеніт» отримав пріоритетну можливість викупу гравця протягом двох найближчих років. 22 вересня 2015 року дебютував у Кубку Данії, відіграв весь матч на позиції центрального захисника. 28 липня 2017 року «Орхус» оголосив про розірвання контракту за обопільною згодою. За словами спортивного директора «Орхуса», у міжсезоння Ходжаніязов не показав прогресу, якого від нього чекали в команді..
2 грудня 2017 року перейшов в петербурзьке «Динамо».

## Виступи за збірні
2012 року дебютував у складі юнацької збірної Росії. В її складі взяв участь на Меморіалі імені Віктора Баннікова, провів там чотири матчі. На Меморіалі збірна зайняла друге місце, у фіналі в серії пенальті поступившись збірній України. У складі збірної до 17 років також поїхав на юнацький чемпіонат Європи 2013 року. У першій же зустрічі вразив ворота суперника, це був його перший гол у міжнародній кар'єрі. На турнірі відіграв всі п'ять зустрічей, а його збірна стала чемпіоном Європи. Того ж року брав участь у юнацькому чемпіонаті світу 2013 року.
Пізніше він представляв збірну до 19 років на чемпіонаті Європи серед юнаків 2015 року, де Росія посіла друге місце. Всього взяв участь у 27 іграх на юнацькому рівні, відзначившись одним забитим голом.
З 2014 року залучався до складу молодіжної збірної Росії. На молодіжному рівні зіграв у 3 офіційних матчах, забив 1 гол.

## Титули і досягнення
- Чемпіон Росії (1):

«Зеніт»: 2014–2015
Збірні
- Чемпіон Європи (U-17): 2013

## Особисте життя
Джамалдін народився в Туркменістані, проте має російське футбольне громадянство. Добре володіє російською мовою.